# 로마도

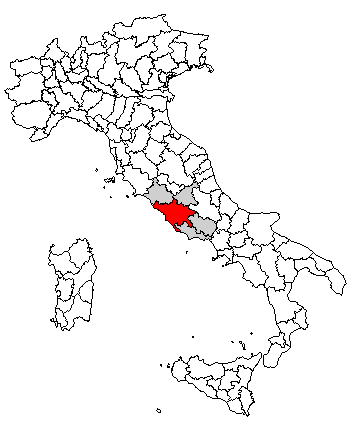
라치오주와 로마도

로마도(이탈리아어: Provincia di Roma)은 이탈리아 중부 라치오주에 있던 도이다. 면적 5,352 km2, 인구 4,053,779(2007). 도청 소재지는 이탈리아의 수도이며, 라치오주의 주도인 로마이다. 121개의 자치단체(이탈리아어: comune)가 있다. 이탈리아에서 인구가 가장 많은 도이다. 2015년 1월 1일을 기해 로마 수도광역시로 개편되었다.

## 같이 보기
- 로마 수도광역시
- 라티움